# Crocifisso e dolenti
Crocifisso e dolenti è un gruppo scultoreo risalente alla prima metà del XIV secolo e conservato nel museo di Castelvecchio di Verona. Proviene dalla chiesa dei Santi Giacomo e Lazzaro alla Tomba a Verona ed è attribuito al Maestro di Sant'Anastasia.